# 高倉永慶
高倉 永慶（たかくら ながよし）は、安土桃山時代から江戸時代初期にかけての公卿。権大納言・高倉永孝の子。官位は正二位・権大納言。高倉家10代。法名は常恵。

## 生涯
後陽成朝の文禄3年（1594年）叙爵。右衛門佐を経て、寛永元年（1624年）従三位・非参議に叙せられ、公卿に列する。以後寛永3年（1626年）参議、寛永5年（1628年）正三位・右衛門督、寛永6年（1629年）越中権守。寛永7年（1630年）従二位、寛永9年（1632年）権中納言、寛永14年（1637年）正二位、寛永17年（1640年）権大納言と順調に昇進する。正保2年（1645年）に権大納言を辞したのちは散位となり、寛文2年（1662年）出家し、常恵と名乗る。寛文4年（1664年） 薨去。享年73。

## 官歴
『公卿補任』による
- 文禄3年（1594年） 12月7日：叙爵（従五位下）
- 慶長3年（1598年） 2月16日：元服昇殿、侍従
- 慶長7年（1602年） 正月6日：従五位上
- 慶長11年（1606年） 正月11日：右衛門佐
- 慶長16年（1611年） 正月6日：従四位下
- 慶長20年（1615年） 5月5日：従四位上
- 元和5年（1619年） 正月6日：正四位下
- 寛永元年（1624年） 11月28日：従三位、非参議、中宮亮
- 寛永3年（1626年） 11月11日：参議
- 寛永5年（1628年） 正月28日：兼右衛門督。2月10日：正三位
- 寛永6年（1629年） 11月9日：兼越中権守、止亮
- 寛永7年（1630年） 11月6日：従二位
- 寛永9年（1632年） 某日：権中納言
- 寛永12年（1635年） 某日： 踏歌外弁
- 寛永14年（1637年） 正月5日：正二位
- 寛永17年（1640年） 9月8日：辞権中納言。12月22日：権大納言
- 正保2年（1645年） 12月27日：辞権大納言
- 寛文2年（1662年） 12月15日：出家（法名常恵[2]）
- 寛文4年（1664年） 9月5日[2]：薨去（享年73[3]）

## 系譜
『系図纂要』による
- 父：高倉永孝
- 母：三条西実枝の娘
- 妻：佐竹義重の娘
  - 男子：高倉永敦（1615-1681）　
  - 男子：佐竹義隣（1619-1702）
  - 男子：亮海 - 佛乗院、亮盛法印弟子
  - 男子：佐竹義寛（1625-1677）
  - 女子：一柳直家室
  - 女子：中院通純室